# Gian Mario Rossignolo
Giovanni Mario Rossignolo detto Gian Mario (Vignale Monferrato, 1º ottobre 1930) è un imprenditore italiano ed ex dirigente d'azienda.

## Biografia
Nato a Vignale Monferrato, in provincia di Alessandria nel 1930, dopo essersi laureato in economia e commercio presso l'Università di Torino negli anni cinquanta, dopo aver dovuto abbandonare il Politecnico in quanto la famiglia non era in grado di mantenerlo agli studi, s'impiega in banca e poi viene assunto alla Fiat che lo trasferisce alla filiale di Novara: di giorno si occupa delle vendite, di sera si reca a Milano dove frequenta un corso di marketing. Nel 1967 diventa direttore della divisione commerciale autoveicoli della casa automobilistica torinese e due anni dopo assume nella medesima il ruolo di responsabile della pianificazione aziendale, per poi essere nominato negli anni settanta membro del comitato direttivo e in seguito direttore di divisione nell'ambito dei prodotti diversificati.
Dopo essere diventato responsabile del settore componentistica nel 1975, entra in rotta di collisione con Carlo De Benedetti, all'epoca alla guida della Fiat, quando gli espone la teoria che in Europa non ci sia più un futuro industriale per l'auto; nel 1977 è nominato amministratore delegato e direttore generale della Lancia, allora di proprietà Fiat. Alla fine 1979 lascia la casa automobilistica italiana a causa di alcune divergenze con il nuovo responsabile del gruppo Fiat, Cesare Romiti, rassegnando le proprie dimissioni, per diventare poi dirigente presso il gruppo industriale svedese Wallemberg, occupandosi in Italia delle aziende controllate SKF Industrie, Industrie Zanussi, Atlas Copco, Ericsson e altre, rimanendone presidente fino al 2002 e affiancando a questi impegni l'attività come imprenditore con le sue aziende Prima Industrie S.p.A., Idea SpA e ACC.
Nel 1991, Rossignolo, assieme al manager svedese Hans Werthén, è a capo di una cordata che rileva la Sèleco di Pordenone, azienda produttrice di elettronica di consumo, di cui è stato azionista di riferimento, e di cui fino al 1993 vi ha ricoperto la carica di presidente.
Nel 1998, Rossignolo ha ricoperto temporaneamente la carica di presidente di Telecom Italia, e nel novembre 2009 la sua azienda di componentistica Innovation in Auto Industry S.p.A. (IAI) ha acquistato il marchio De Tomaso (messo in vendita nel mese di luglio dello stesso anno ad una quotazione più bassa della precedente asta del 2007) deliberando contestualmente il cambio di denominazione da Innovation in Auto Industry S.p.A. in De Tomaso Automobili S.p.A..

## Controversie
La regione Piemonte, allora governata da Mercedes Bresso, acquisì nel 2010 lo stabilimento della Pininfarina di Grugliasco per 14,4 milioni, assegnandolo in affitto alla De Tomaso Automobili S.p.A. per 650.000 euro. Per riqualificare i lavoratori l'azienda di Rossignolo ottiene 7,5 milioni di euro dal ministero del lavoro, come prima rata di un finanziamento globale di oltre 19 milioni. In realtà, secondo la denuncia dei sindacati alla procura di Torino, i corsi coinvolgono solo una settantina di addetti e durano pochi giorni. La procura di Torino al termine delle indagini arresta Gian Mario Rossignolo (arresti domiciliari per via dell'età dell'ultraottantenne imprenditore).
Nel febbraio 2019, Gian Mario Rossignolo e il figlio Gian Luca sono stati condannati in primo grado dal Tribunale di Torino per la bancarotta della De Tomaso a rispettivamente 5 anni e 6 mesi e 4 anni e 10 mesi di reclusione.
Nel giugno 2021, la corte d'Appello conferma le condanne di primo grado riducendo le pene a rispettivamente a 3 anni e 6 mesi e 3 anni e 3 mesi di reclusione. La riduzione delle pene è motivata dall'avvenuta prescrizione di diversi dei reati contestati.